# Lijst van burgemeesters van Bergschenhoek
Dit is een lijst van burgemeesters van de voormalige Nederlandse gemeente Bergschenhoek in de provincie Zuid-Holland. Per 1 januari 2007 is de gemeente opgeheven en opgegaan in de nieuwe gemeente Lansingerland.
| Ambtsperiode | Naam burgemeester                                | Partij of stroming | Bijzonderheden                                                                               |
| ------------ | ------------------------------------------------ | ------------------ | -------------------------------------------------------------------------------------------- |
| 1825 - 1825  | Willem Verbrugge                                 |                    | tevens burgemeester van Hillegersberg                                                        |
| 1826 - 1837  | Willem Nicolaas Anthony van Mierop               |                    | tevens burgemeester van Hillegersberg                                                        |
| 1837 - 1863  | Albert Franciscus Leonard Bichon van IJsselmonde |                    | tevens burgemeester van Hillegersberg                                                        |
| 1863 - 1865  | J.E.G. de Vries                                  |                    | tevens burgemeester van Hillegersberg                                                        |
| 1865 - 1869  | mr. Anne Marie Maas Geesteranus (1836-1899)      |                    | tussen 1861 en 1864 was hij burgemeester van Hillegom, tevens burgemeester van Hillegersberg |
| 1869 - 1907  | G.J. le Fèvre de Montigny                        |                    | tevens burgemeester van Hillegersberg                                                        |
| 1907 - 1919  | A.C. Beelaerts van Emmichoven                    |                    |                                                                                              |
| 1919 - 1958  | J.M.M. van Meetelen                              |                    |                                                                                              |
| 1958 - 1980  | Arie (A.) van Gent                               |                    |                                                                                              |
| 1980 - 1996  | Gerard (G.Th.J.) Heijdra                         | CDA                |                                                                                              |
| 1996 - 2003  | Noortje (E.L.V.) Chevalier-Beltman               | VVD                |                                                                                              |
| 2003 - 2004  | Doede (D.H.) Kok                                 | VVD                | waarnemend                                                                                   |
| 2004 - 2006  | Noortje (E.L.V.) Chevalier-Beltman               | VVD                |                                                                                              |
| 2006         | Trix (B.F.A.) van der Kluit-de Groot             | VVD                | waarnemend                                                                                   |